# Poisson-Moulin
Poisson-Moulin (en wallon : Pèchon-Molin) est un hameau de la commune belge de Vaux-sur-Sûre située en Région wallonne dans la province de Luxembourg.
Avant la fusion des communes de 1977, Poisson-Moulin faisait partie de la commune de Sibret.

## Situation et description
Poisson-Moulin est un hameau ardennais d'une trentaine d'habitations situé à l'écart des grands axes entre les villages ou hameaux de Lavaselle, Sibret et Jodenville. Il se trouve principalement en rive gauche du ruisseau de Brul, un cours d'eau affluent du Laval.
D'origine agricole et entouré de grandes prairies, le hameau s'est fortement agrandi par l'adjonction de constructions de type pavillonnaire.

## Activités
D'importantes pépinières spécialisées dans la culture de sapins vendus comme sapins de Noël se trouvent au nord du hameau.